# Dignity (statue)
Pour les articles homonymes, voir Dignity.
Dignity (littéralement « Dignité »), ou parfois Dignity of Earth & Sky, est une œuvre du sculpteur américain Dale Claude Lamphere située à Chamberlain dans le Dakota du Sud.
La sculpture en acier inoxydable de plus de 15 mètres de haut est installée sur une falaise surplombant la rivière Missouri. Elle représente une femme nord-amérindienne vêtue d'une robe du style revêtu par les Indiens des Plaines avec une broderie étoilée.
Selon Lamphere, la sculpture honore la culture des Lakotas et Dakotas qui sont originaires de l'actuel Dakota du Sud.

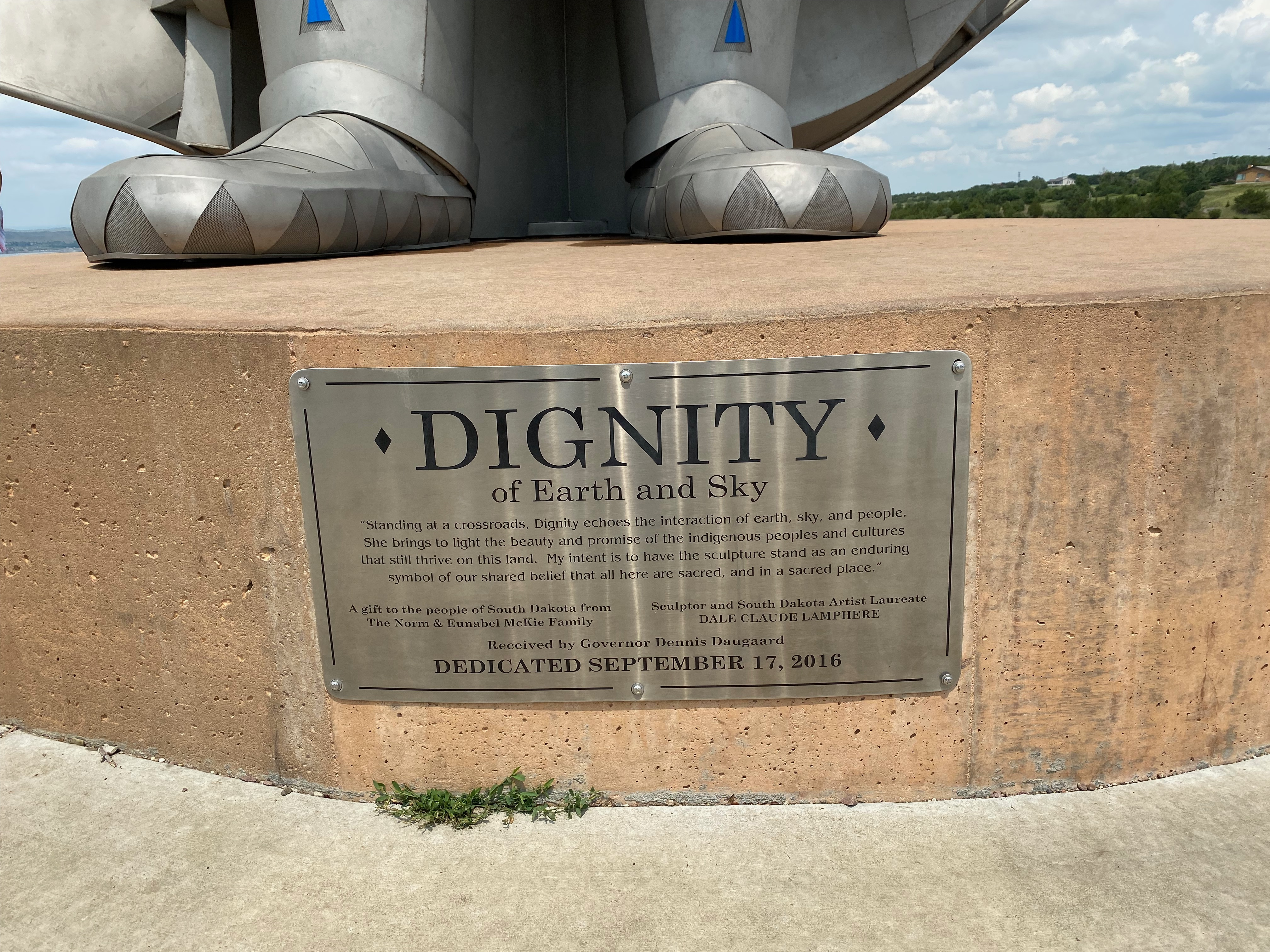
Plaque de la statue Dignity.